# 10545 Kallunge
A 10545 Kallunge (ideiglenes jelöléssel 1992 EQ9) a Naprendszer kisbolygóövében található aszteroida. Az UESAC program keretében fedezték fel fel 1992. március 2-án.